# Pichler Imre
Pichler Imre László (Szigetvár, 1947. január 22. – Szigetvár, 2014. október 19.) magyar pedagógus, politikus, országgyűlési képviselő.

## Életpályája
1965-ben Szigetváron a Zrinyi Miklós Gimnáziumban érettségizett. 1973-ban a pécsi Tanárképző Főiskola hallgatójaként szerezte első diplomáját. 1973–1975 között Dencsházán biológia-testnevelés szakos pedagógus volt. 1975–1976 között a szigetvári 1. sz. általános iskola oktatója volt. 1976-tól a szigetvári 509. sz. Ipari Szakmunkásképző Intézet és Szakközépiskola testnevelő tanára, 1993–2000 között igazgatója volt. 1981–1983 között elvégezte a Testnevelési Főiskolát Budapesten. 1985-től a Testnevelő Tanárok Baranya Megyei Szövetségének tagja volt. 2000-ben a Pécsi Tudományegyetemen a közoktatás vezetői szakképesítést is megszerezte. 2000–2002 között a Zrínyi Miklós Gimnázium, Szakmunkásképző Intézet és Kollégium igazgatójaként tevékenykedett. 2001-től a Poszipi Kft. ügyvezetője volt. 2008-ban nyugdíjba vonult. 2013-tól a Szigetvári Járási Hivatal vezetője volt.

### Politikai pályafutása
1989-től az MDF tagja volt Szigetváron. 1990–1998 között, valamint 2002-től önkormányzati képviselő volt. 1994–1998 között az önkormányzati testület sportbizottságának elnöke volt. 2002–2004 között a szociális és családügyi bizottság tagja volt. 2002–2006 között, valamint 2010–2014 között országgyűlési képviselő (Szigetvár, 2002–2004: MDF; 2004–2005: Független; 2005–2006: Fidesz) volt. 2002–2006 között az oktatási és tudományos bizottság tagja volt. 2004. június 21-én csatlakozott a Lakitelek-munkacsoporthoz. 2005. május 15-től a Fidesz-frakció tagja volt. 2006-ban képviselőjelölt volt. 2006-tól a Fidesz tagja volt.

## Díjai
- Kiváló Munkáért kitüntetés (1988)
- Oktatási és Közművelődési díj (1998)
- Szigetvár díszpolgára (posztumusz, 2016)[2]
- Baranya Megye Díszpolgára (posztumusz, 2019)[3]